# Улица Луи Пастера (Тбилиси)
Улица Луи Пастера (груз. ლუი პასტერის ქუჩა) — короткая, около 200 метров, улица в Тбилиси, в районе Чугурети, проходит от проспекта Давида Агмашенебели к улице Дмитрия Узнадзе.

## История

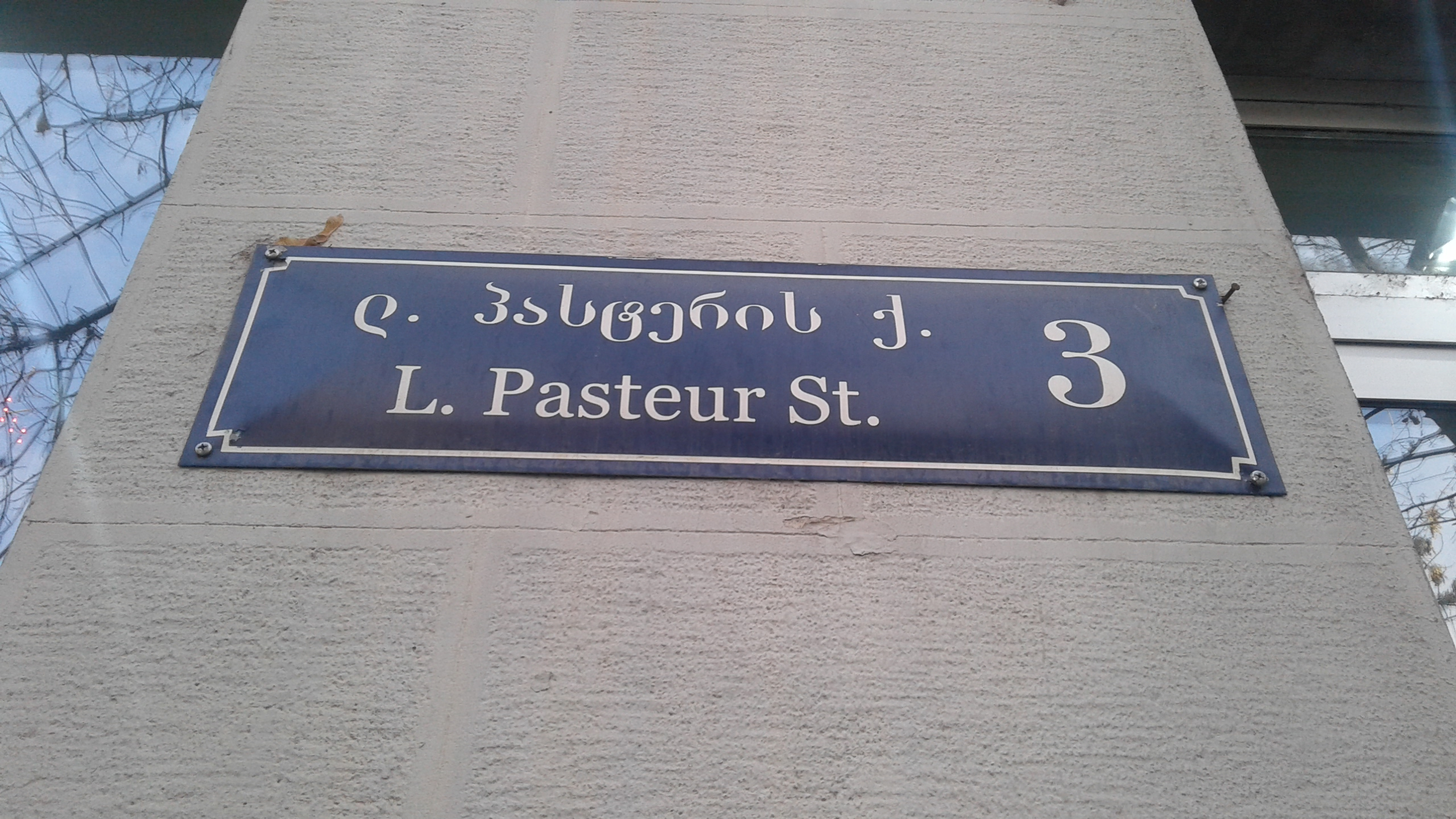

Проложена в XIX веке. Первоначальное название — Аптекарская улица (улица вела к аптечному складу и казённой аптеке на берегу Куры), именно это название включено в план города 1876 года.
В 1902 году по инициативе медицинского общества ей было присвоено имя Луи Пастера — в районе улицы на берегу Куры располагалась пастеровская прививочная станция.
Включена в список улиц, составленный Тифлисской городской думой в 1903 году.

## Известные жители
д. 1а — Арчил Прангишвили, Ивери Прангишвили.